# Tommy Kron
Thomas M. Kron, detto Tommy (Owensboro, 28 febbraio 1943 – Louisville, 29 novembre 2007), è stato un cestista statunitense, professionista nella NBA e nella ABA.

## Carriera
Venne selezionato dai St. Louis Hawks al terzo giro del Draft NBA 1966 (24ª scelta assoluta).